# Valentin-Yves Mudimbe
Valentin-Yves Mudimbe o Vumbi-Yoka Mudimbe, a menudo escrito VY Mudimbe (Jadotville, Likasi, Congo Belga, 8 de diciembre de 1941–Carolina del Norte, 22 de abril de 2025) fue un filósofo, escritor, poeta y crítico literario congoleño residente desde 1979 en Estados Unidos. Hasta su muerte, fue considerado como uno de los más importantes filósofos africanos.

## Biografía
Valentin-Yves Mudimbe (convertido temporalmente Vumbi Yoka Mudimbe bajo el efecto de zairinización nació el 8 de diciembre de 1941 en Likasi (antes Jadotville), en la provincia de Katanga. Desde temprana edad, estuvo destinado al sacerdocio. Asistió al seminario hasta que hizo su noviciado en un monasterio benedictino. Pero, en 1962 abandonó el seminario matriculándose en la universidad, donde fue alumno del filósofo Franz Crahay. En 1970, obtuvo un doctorado en Filosofía y Letras en la Universidad de Lovaina. De regreso al Congo, enseñó en la Universidad Nacional de Zaire (campus de Lubumbashi). Muy activo en las revistas entonces publicadas en el Congo (Presencia universitaria, Congo-África, Estudios congoleños ), también juega un papel fundamental en las ediciones de Mont-Noir en Kinshasa.
En 1979 tomó el camino del exilio que lo llevó a muchos países de África y Europa occidental. Pero finalmente se estableció en los Estados Unidos, donde enseñó en el Haverford College y en la Universidad de Stanford. Actualmente es profesor emérito en la Universidad de Duke.
Mudimbe se centra más estrechamente en la fenomenología, el estructuralismo, las narrativas míticas y la práctica y el uso del lenguaje. Sus ensayos y colecciones de estudios, en su mayoría publicados en inglés, se consideran una de las obras fundamentales del pensamiento poscolonial, en particular The Invention of Africa (1988).
Su obra literaria, primero poemas y luego sus novelas, fue escrita en francés y publicada, en su mayor parte, por Présence africaine en París. Parece haber terminado en 1989 con la novela Shaba dos : los cuadernos de la Madre Marie-Gertrude, una novela tanto política (se desarrolla durante la segunda guerra de Shaba, y denuncia las brutalidades de los soldados zaireños) como espiritual (su narradora es una monja franciscana congoleña que se enfrenta a ambos cuestión del mal, la del silencio de Dios y la de asumir la responsabilidad tras la evacuación de las monjas europeas).
Habla alrededor de 10 idiomas y puede leer otros 8.
La Universidad de Lubumbashi ha construido una biblioteca llamada “Biblioteca Mudimbe” donde se pueden consultar las obras de Valentin-Yves Mudimbe.

## Publicaciones

### En español
- África: pensamiento y controversias (2013) ISBN 978-607-462-532-5

### Novelas
- 1973 : Entre les eaux. Dieu, un prêtre, la révolution, Paris, Présence africaine, 1973 (trad. en anglais par Stephen Becker : Between Tides, New York, Simon and Schuster, 1991).
- 1976 : Le Bel Immonde, Paris, Présence africaine, 1976 (trad. en allemand par Peter Schunck : Auch wir sind schmutzige Flüsse, Frankfurt am Main, Otto Lembeck, 1982 ; en anglais par M. DE Jager : Before the Birth of the Moon, New York, Simon and Schuster, 1989).
- 1979 : L’écart, Paris, Présence Africaine, 1979 (trad. en anglais par Marjolijn Dejager : The Rift, Minneapolis, University of Minnesota Press, 1993).
- 1989 : Shaba deux : les carnets de mère Marie-Gertrude, Paris, Présence africaine.(MLC)

### Memorias, crónicas, autobiografías, biografías
- 1976 : Carnets d’Amérique, Paris, Saint Germain-des-Prés
- 1994 : Les corps glorieux des mots et des êtres : esquisse d’un jardin à la bénédictine, Paris – Montréal, Présence Africaine – Humanités
- 2006 : Cheminements. Carnets de Berlin (avril-juin 1999), Québec, Éditions Humanitas, 2006.

### Ensayos
- « Humanisme et négritude », Présence universitaire, 14 (1964), p. 5-13.
- « La littérature noire et le problème du sacré », Présence universitaire, 23 (1966), p. 20-30.
- « Orphée-noir », Congo-Afrique, 3 (1966), p. 149-153.
- « Physiologie de la négritude », Études Congolaises, 10 (1967) n. 5, 1-18.
- « Héritage occidental et conscience nègre. Introduction à l’étude des sources de l’idéologie africaine », Congo-Afrique, 26 (1968), p. 283-294.
- « Structuralisme, événement, notion, variations et les sciences humaines en Afrique », Cahiers économiques et sociaux, 6 (1968), p. 3-7.
- « Matérialisme historique et histoire immédiate», Cahiers économiques et sociaux, 8, 1970, n.3.
- « Négritude et politique », dans Hommages d’hommes de culture », Paris, Présence africaine, 1970, p. 276-283
- « Réflexions sur la vie quotidienne », Kinshasa, Mont noir, 1972 (coll. « Objectif 80 »).
- « Autour de la Nation. Leçon de civisme. Introduction », Kinshasa – Lubumbashi, Mont noir, 1972 (coll. « Objectif 80 »).
- « L’autre face du royaume, une introduction à la critique des langages en folie », Lausanne, L’âge d’homme, 1973.
- « Héritage occidental et critique des évidences », Zaïre-Afrique, 72 (1973), p. 89-99.
- « Des philosophes africains en mal de développement », Zaïre-Afrique, 108 (1976), p. 453-458.
- « Philosophie, idéologie, linguistique », dans La place de la philosophie…, Lubumbashi, 1976, p. 148-153.
- « Le christianisme vu par un Africain », dans Religions africaines et christianisme, Colloque intern. de Kinshasa, 1978 I, Cahiers des religions africaines, 11 (1977) n.21-22, p. 165-176.
- « Entretien avec Monseigneur Tshibangu Tshishiku », Recherches, Pédagogie et culture, 6 (1977) n.32, p. 16-19.
- « Problèmes théoriques des sciences sociales en Afrique », dans Cultures africaines, Problèmes et perspectives, (Textes et documents), Lubumbashi, Centre de ling. théor. et appliquée, 1977, p. 33-41.[5]
- « La libération d’une parole africaine, Notes sur quelques limites du discours scientifique », dans Philosophie et libération, 2e Semaine philos. de Kinshasa, Kinshasa, Faculté de Théologie Catholique, 1978, p. 55-59.
- « Air, étude sémantique », Vienne – Fôhrenau, E. Stiglmayr, 1979.
- « Civilisation et Église Catholique. Vers une “décolonisation” du catholicisme africain ? », Cahiers de religions africaines, 13 (1979) n. 25, p. 145-151.
- « Le chant d’un Africain sous les Antonins. Lecture du Privilegium Veneris », dans Africa et Roma. Acta omnium gentium ac nationum vanventus latinis litteris linguaque fovendi, Roma, « L’Erma » di Bretschneider, 1979.
- « La dépendance de l’Afrique et les moyens d’y remédier », Paris, Berger-Levrault, 1980.
- « Du Congo au Zaïre : essai d’un bilan (sous la dir. de J. VANDERLINDEN) », Bruxelles, Centre de recherche et d’information sociopolitique [env. 1980].
- « Visage de la philosophie et de la théologie contemporaine au Zaïre », Bruxelles, CEDAF, 1981.
- « Panorama de la pensée africaine contemporaine de langue française », dans La philosophie en Afrique, Recherche, Pédagogie, Culture, 9 (1982) n.56, p. 15-29.
- « La pensée africaine contemporaine 1954-1980. Répertoire chronologique des ouvrages de langue française », dans La philosophie en Afrique, Recherche, Pédagogie, Culture, 9 (1982) n.56, p. 68-73.
- « In memoriam : Alexis Kagame (1912-1981) », dans La philosophie en Afrique, Recherche, Pédagogie et Culture, 9 (1982) n.56, p. 74-78.
- « L’odeur du père : essai sur des limites de la science et de la vie en Afrique Noire », Paris, Présence africaine, 1982.

### Poemas
- «Déchirures», Kinshasa, Mont Noir, 1971 (coll. « Jeune littérature »,3).
- «Entretailles précédé de Fulgurances d’une lézarde», Paris, Saint-Germain-des-Prés, 1973.
- «Les fuseaux parfois…», Paris, Saint-Germain-des-Prés, 1974.
- «Les fragments d’un espoir», dans Marc ROMBAUT, Nouvelle poésie négroafricaine, La parole noire. Poésie I, 43-44-45, janvier-juin 1976, p. 183-186.

### Estudios
- 1970 : La littérature de la République Démocratique du Congo, L’Afrique littéraire et artistique.

### Publicaciones en inglés
- Diaspora and immigration, N°Spécial de The South Atlantic Quarterly, (Durham, Duke University Press), vol. 98, 1-2, Winter-Spring 1999.
- Tales of Faith: Religion as Political Performance in Central Africa, Londres–Atlantic Highlands, Athlone Press, 1997.
- The Idea of Africa, African Systems of Thought, Bloomington – Indianapolis, Indiana University Press – James Currey, 1994.[6]
- History Making in Africa, Middletown (Conn.), Wesleyan University, 1993.
- The Surreptitious Speech : Présence Africaine and the Politics of Otherness 1947-1987, Chicago – Londres, University of Chicago Press, 1992.
- Parables and Fables : Exegesis Textuality and Politics in Central Africa, Madison, The University of Wisconsin Press, 1991.
- The Invention of Africa : Gnosis, Philosophy and the Order of Knowledge, Bloomington (USA) – Londres, Indiana University Press – James Currey, 1988.
- African Gnosis : Philosophy and the Order of Knowledge, 27th annual Meeting of the African Studies Association, Los Angeles, 25-28 octobre 1984.
- Edward W. Blyden and African Identity, a paper presented at the intern. Conference on African Philosophy : Philosophy by Africans and People of African Descent, Haverford (USA), Haverford College, juillet 1982.

## Premios
- 1973: Grand prix catholique de littérature por su obra Entre les eaux. Dieu, un prêtre, la révolution.